# Турніри 1-ї категорії WTA 2001
The table below shows the Турніри 1-ї категорії WTA 2001 schedule.

## Singles
| Tournament       | Surface   | Week       | Winners                             | фіналісти          | півфіналісти                          | чвертьфіналісти                                                         |
| ---------------- | --------- | ---------- | ----------------------------------- | ------------------ | ------------------------------------- | ----------------------------------------------------------------------- |
| Токіо            | Килим (i) | 29 січня   | Ліндсі Девенпорт 6–7(4–7), 6–4, 6–2 | Мартіна Хінгіс     | Магдалена Малеєва Анна Курнікова      | Ай Суґіяма Асагое Сінобу Анн-Гель Сідо Іва Майолі                       |
| Індіан-Веллс     | Хард      | 5 березня  | Серена Вільямс 4–6, 6–4, 6–2        | Кім Клейстерс      | Мартіна Хінгіс Вінус Вільямс          | Сільвія Фаріна-Елія Олена Бовіна Олена Дементьєва Ліндсі Девенпорт      |
| Маямі            | Хард      | 19 березня | Вінус Вільямс 4–6, 6–1, 7–6(7–4)    | Дженніфер Капріаті | Мартіна Хінгіс Олена Дементьєва       | Анке Губер Єлена Докич Серена Вільямс Ліндсі Девенпорт                  |
| Чарлстон         | Ґрунт     | 16 квітня  | Дженніфер Капріаті 6–0, 4–6, 6–4    | Мартіна Хінгіс     | Кончіта Мартінес Марлен Вайнгартнер   | Амелі Моресмо Емі Фрейзер Аманда Кетцер Олена Лиховцева                 |
| Берлін           | Ґрунт     | 7 травня   | Амелі Моресмо 6–4, 2–6, 6–3         | Дженніфер Капріаті | Мартіна Хінгіс Жустін Енен            | Аранча Санчес Вікаріо Аманда Кетцер Кончіта Мартінес Міріам Шнітцер     |
| Рим              | Ґрунт     | 14 травня  | Єлена Докич 7–6(7–3), 6–1           | Амелі Моресмо      | Мартіна Хінгіс Кончіта Мартінес       | Аранча Санчес Вікаріо Паола Суарес Франческа Ск'явоне Йоаннетта Крюгер  |
| Canada (Toronto) | Хард      | 13 серпня  | Серена Вільямс 6–1, 6–7(7–9), 6–3   | Дженніфер Капріаті | Анке Губер Моніка Селеш               | Меган Шонессі Дженніфер Гопкінс Сандрін Тестю Жустін Енен               |
| Москва           | Килим (i) | 1 жовтня   | Єлена Докич 6–3, 6–3                | Олена Дементьєва   | Анастасія Мискіна Сільвія Фаріна-Елія | Мартіна Хінгіс Барбара Шетт Франческа Ск'явоне Дая Беданова             |
| Zurich           | Килим (i) | 15 жовтня  | Ліндсі Девенпорт 6–3, 6–1           | Єлена Докич        | Наталі Тозья Дженніфер Капріаті       | Сандрін Тестю Сільвія Фаріна-Елія Даніела Гантухова Марі-Гаяне Мікаелян |